# Cartão de embarque
Um cartão de embarque é um documento emitido por uma empresa aérea no momento do check-in, autorizando o passageiro a embarcar em um avião. As informações básicas que este contém, podendo variar, são o nome do passageiro, número do voo, data da viagem e classe do assento. Em alguns casos, passageiros podem fazer seu check-in online e imprimir o cartão de embarque por si próprios.
Com o advento do bilhete eletrônico, passageiros geralmente só precisam de seu cartão de embarque para viajarem. Nos casos em que o viajante tem um bilhete de papel, este bilhete pode ser anexado ao cartão de embarque para fins de conferência. Em aeroportos, o cartão de embarque pode ser recolhido por um agente da empresa no portão ou escaneado, possibilitando à empresa aérea conferir a lista dos passageiros que realmente embarcaram em determinado voo. O escaneamento é realizado através de um código de barras no documento (cujos padrões são definidos pela IATA) ou via uma tarja magnética no verso do cartão. As tarjas magnéticas no verso dos bilhetes (ATB2s), no entanto, não mais serão válidas ao final de 2010. E, ao contrário do que ocorre hoje, voos de conexão demandarão cartões de embarque separados, ainda que não haja transferência de aeronaves, até porque, por diversas vezes, viajantes que não teriam de desembarcar no aeródromo em que fazem escalas, são obrigados a deixar o avião por uma série de motivos.
Algumas companhias aéreas têm usado cartões de embarque móveis - emitidos tanto via Internet quanto através dos celulares dos viajantes. Dentre essas empresas estão AirAsia, Singapore Airlines, Air Canada, WestJet, Cathay Pacific Airways, JetBlue Airways, American Airlines, Lufthansa e KLM. Não apenas uma forma de tornar o embarque dos passageiros mais rápido, é forçoso admitir que transferir ao passageiro a responsabilidade de imprimir seu cartão de embarque é uma medida de redução de custos implícita, porém muito eficiente.